# Critics’ Choice Movie Awards 2020

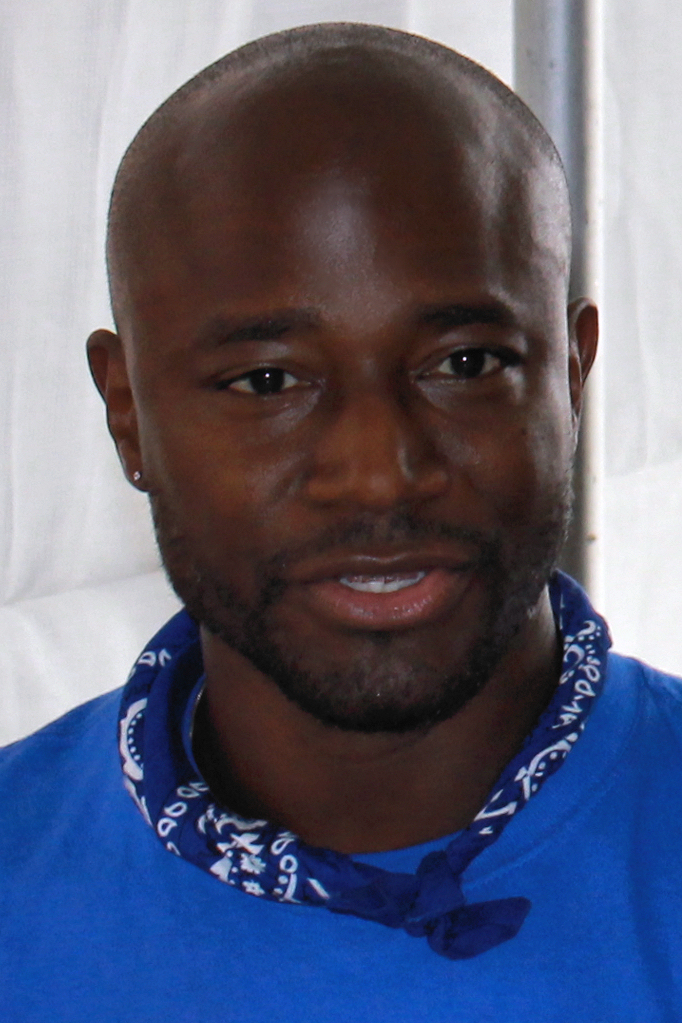
Taye Diggs, Moderator der Verleihung

Die 25. Verleihung der US-amerikanischen Critics’ Choice Movie Awards, die jährlich von der Critics Choice Association (CCA) vergeben werden, fand am 12. Januar 2020 im Barker Hangar auf dem Santa Monica Municipal Airport im kalifornischen Santa Monica statt. Die Verleihung wurde wie im Vorjahr von Taye Diggs moderiert und live vom US-Sender The CW ausgestrahlt.
Erfolgreichster Film mit vier Auszeichnungen wurde Quentin Tarantinos Once Upon a Time in Hollywood, der auch als Bester Film siegreich war. Die Nominierungen waren am 8. Dezember 2019 bekanntgegeben worden.

## Gewinner und Nominierte
| Film                                | N   | A |
| ----------------------------------- | --- | - |
| The Irishman                        | 140 | 1 |
| Once Upon a Time in Hollywood       | 120 | 4 |
| Little Women                        | 9   | 1 |
| 1917                                | 8   | 3 |
| Marriage Story                      | 8   | 1 |
| Joker                               | 7   | 2 |
| Parasite                            | 7   | 2 |
| Jojo Rabbit                         | 7   | 1 |
| Le Mans 66 – Gegen jede Chance      | 5   | 0 |
| Dolemite Is My Name                 | 4   | 2 |
| Bombshell – Das Ende des Schweigens | 4   | 1 |
| Wir                                 | 4   | 1 |
| The Farewell                        | 4   | 0 |
| Der schwarze Diamant                | 4   | 0 |
| Avengers: Endgame                   | 3   | 2 |
| Rocketman                           | 3   | 1 |
| Knives Out – Mord ist Familiensache | 3   | 0 |

### Bester Film
Once Upon a Time in Hollywood
- 1917
- Le Mans 66 – Gegen jede Chance (Ford v. Ferrari)
- The Irishman
- Jojo Rabbit
- Joker
- Little Women
- Marriage Story
- Parasite (기생충, Gisaengchung)
- Der schwarze Diamant (Uncut Gems)

### Bester Hauptdarsteller
Joaquin Phoenix – Joker
- Antonio Banderas – Leid und Herrlichkeit (Dolor y gloria)
- Robert De Niro – The Irishman
- Leonardo DiCaprio – Once Upon a Time in Hollywood
- Adam Driver – Marriage Story
- Eddie Murphy – Dolemite Is My Name
- Adam Sandler – Der schwarze Diamant (Uncut Gems)

### Beste Hauptdarstellerin
Renée Zellweger – Judy
- Awkwafina – The Farewell
- Cynthia Erivo – Harriet – Der Weg in die Freiheit (Harriet)
- Scarlett Johansson – Marriage Story
- Lupita Nyong’o – Wir (Us)
- Saoirse Ronan – Little Women
- Charlize Theron – Bombshell – Das Ende des Schweigens (Bombshell)

### Bester Nebendarsteller
Brad Pitt – Once Upon a Time in Hollywood
- Willem Dafoe – Der Leuchtturm (The Lighthouse)
- Tom Hanks – Der wunderbare Mr. Rogers (A Beautiful Day in the Neighborhood)
- Anthony Hopkins – Die zwei Päpste (The Two Popes)
- Al Pacino – The Irishman
- Joe Pesci – The Irishman

### Beste Nebendarstellerin
Laura Dern – Marriage Story
- Scarlett Johansson – Jojo Rabbit
- Jennifer Lopez – Hustlers
- Florence Pugh – Little Women
- Margot Robbie – Bombshell – Das Ende des Schweigens (Bombshell)
- Zhao Shuzhen – The Farewell

### Beste Jungdarsteller
Roman Griffin Davis – Jojo Rabbit
- Julia Butters – Once Upon a Time in Hollywood
- Noah Jupe – Honey Boy
- Thomasin McKenzie – Jojo Rabbit
- Shahadi Wright-Joseph – Wir (Us)
- Archie Yates – Jojo Rabbit

### Bestes Schauspielensemble
The Irishman
- Bombshell – Das Ende des Schweigens (Bombshell)
- Knives Out – Mord ist Familiensache (Knives Out)
- Little Women
- Marriage Story
- Once Upon a Time in Hollywood
- Parasite (기생충, Gisaengchung)

### Beste Regie
Bong Joon-ho – Parasite (기생충, Gisaengchung)

Sam Mendes – 1917
- Noah Baumbach – Marriage Story
- Greta Gerwig – Little Women
- Josh Safdie und Benny Safdie – Der schwarze Diamant (Uncut Gems)
- Martin Scorsese – The Irishman
- Quentin Tarantino – Once Upon a Time in Hollywood

### Bestes Originaldrehbuch
Quentin Tarantino – Once Upon a Time in Hollywood
- Noah Baumbach – Marriage Story
- Rian Johnson – Knives Out – Mord ist Familiensache (Knives Out)
- Bong Joon-ho und Han Jin-won – Parasite (기생충, Gisaengchung)
- Lulu Wang – The Farewell

### Bestes adaptiertes Drehbuch
Greta Gerwig – Little Women
- Noah Harpster und Micah Fitzerman-Blue – Der wunderbare Mr. Rogers (A Beautiful Day in the Neighborhood)
- Anthony McCarten – Die zwei Päpste (The Two Popes)
- Todd Phillips und Scott Silver – Joker
- Taika Waititi – Jojo Rabbit
- Steven Zaillian – The Irishman

### Beste Kamera
Roger Deakins – 1917
- Jarin Blaschke – Der Leuchtturm (The Lighthouse)
- Phedon Papamichael – Le Mans 66 – Gegen jede Chance (Ford v. Ferrari)
- Rodrigo Prieto – The Irishman
- Robert Richardson – Once Upon a Time in Hollywood
- Lawrence Sher – Joker

### Bestes Szenenbild
Barbara Ling und Nancy Haigh – Once Upon a Time in Hollywood
- Mark Friedberg und Kris Moran – Joker
- Dennis Gassner und Lee Sandales – 1917
- Jess Gonchor und Claire Kaufman – Little Women
- Lee Ha-joon – Parasite (기생충, Gisaengchung)
- Bob Shaw und Regina Graves – The Irishman
- Donal Woods und Gina Cromwell – Downton Abbey

### Bester Schnitt
Lee Smith – 1917
- Ronald Bronstein und Benny Safdie – Der schwarze Diamant (Uncut Gems)
- Andrew Buckland und Michael McCusker – Le Mans 66 – Gegen jede Chance (Ford v. Ferrari)
- Yang Jin-mo – Parasite (기생충, Gisaengchung)
- Fred Raskin – Once Upon a Time in Hollywood
- Thelma Schoonmaker – The Irishman

### Beste Kostüme
Ruth E. Carter – Dolemite Is My Name
- Julian Day – Rocketman
- Jacqueline Durran – Little Women
- Arianne Phillips – Once Upon a Time in Hollywood
- Sandy Powell und Christopher Peterson – The Irishman
- Anna Robbins – Downton Abbey

### Bestes Make-up und beste Frisuren
Bombshell – Das Ende des Schweigens (Bombshell)
- Dolemite Is My Name
- The Irishman
- Joker
- Judy
- Once Upon a Time in Hollywood
- Rocketman

### Beste visuelle Effekte
Avengers: Endgame
- 1917
- Ad Astra – Zu den Sternen (Ad Astra)
- The Aeronauts
- Le Mans 66 – Gegen jede Chance (Ford v. Ferrari)
- The Irishman
- Der König der Löwen (The Lion King)

### Bester animierter Spielfilm
A Toy Story: Alles hört auf kein Kommando (Toy Story 4)
- Everest – Ein Yeti will hoch hinaus (Abominable)
- Die Eiskönigin II (Frozen II)
- Drachenzähmen leicht gemacht 3: Die geheime Welt (How to Train Your Dragon: The Hidden World)
- Ich habe meinen Körper verloren (J’ai perdu mon corps)
- Mister Link – Ein fellig verrücktes Abenteuer (Missing Link)

### Bester Actionfilm
Avengers: Endgame
- 1917
- Le Mans 66 – Gegen jede Chance (Ford v. Ferrari)
- John Wick: Kapitel 3 (John Wick: Chapter 3 – Parabellum)
- Spider-Man: Far From Home

### Beste Komödie
Dolemite Is My Name
- Booksmart
- The Farewell
- Jojo Rabbit
- Knives Out – Mord ist Familiensache (Knives Out)

### Bester Science-Fiction-/Horrorfilm
Wir (Us)
- Ad Astra – Zu den Sternen (Ad Astra)
- Avengers: Endgame
- Midsommar

### Bester fremdsprachiger Film
Parasite (기생충, Gisaengchung)
- Atlantique
- Die Wütenden – Les Misérables (Les Misérables)
- Leid und Herrlichkeit (Dolor y gloria)
- Porträt einer jungen Frau in Flammen (Portrait de la jeune fille en feu)

### Bestes Lied
„Glasgow (No Place Like Home)“ aus Wild Rose

„(I’m Gonna) Love Me Again“ aus Rocketman
„I’m Standing with You“ aus Breakthrough – Zurück ins Leben (Breakthrough)
„Into the Unknown“ aus Die Eiskönigin II (Frozen II)
„Speechless“ aus Aladdin
„Spirit“ aus Der König der Löwen (The Lion King)
„Stand Up“ aus Harriet – Der Weg in die Freiheit (Harriet)

### Beste Musik
Hildur Guðnadóttir – Joker
- Michael Abels – Wir (Us)
- Alexandre Desplat – Little Women
- Randy Newman – Marriage Story
- Thomas Newman – 1917
- Robbie Robertson – The Irishman